# Jessica Sevick
Jessica Sevick (Victoria, 15 de julio de 1989) es una deportista canadiense que compite en remo.
Participó en dos Juegos Olímpicos de Verano, obteniendo una medalla de plata en París 2024, en la prueba de ocho con timonel, y el sexto lugar en Tokio 2020 (doble scull). Ganó una medalla de bronce en el Campeonato Mundial de Remo de 2022, en la prueba de ocho con timonel.
A los 12 años, mientras entrenaba en trineo, sufrió una lesión cerebral grave que le causó una atrofia cerebelosa. Esta disfunción le ocasiona problemas de equilibrio, y por consejo de un fisioterapeuta empezó con la práctica del remo.
Estudió Ingeniería Civil-Biomédica en la Universidad de Alberta y Neurociencia en la Universidad de Columbia Británica.

## Palmarés internacional
| Juegos Olímpicos   | Juegos Olímpicos         | Juegos Olímpicos  | Juegos Olímpicos |
| Año                | Lugar                    | Medalla           | Prueba           |
| ------------------ | ------------------------ | ----------------- | ---------------- |
| 2024               | París (Francia)          | Medalla de plata  | Ocho con timonel |
| Campeonato Mundial |                          |                   |                  |
| Año                | Lugar                    | Medalla           | Prueba           |
| 2022               | Račice (República Checa) | Medalla de bronce | Ocho con timonel |